# Patinatge de velocitat als Jocs Olímpics d'hivern de 2010 - Persecució per equips masculina
Als Jocs Olímpics d'Hivern de 2010 celebrats a la ciutat de Vancouver (Canadà) es disputà una prova de patinatge de velocitat sobre gel en categoria masculina en la modalitat de persecució per equips que formà part del programa oficial dels Jocs.
La prova es disputà entre els dies 26 i 27 de febrer de 2010 a les instal·lacions del Richmond Olympic Oval de la ciutat de Vancouver.

## Resum de medalles
| Or                                                     | Argent                                                                      | Bronze                                                                     |
| CanadàMathieu Giroux · Lucas Makowsky · Denny Morrison | Estats UnitsBrian Hansen · Chad Hedrick · Jonathan Kuck · Trevor Marsicano* | Països BaixosJan Blokhuijsen · Sven Kramer · Simon Kuipers* · Mark Tuitert |

* Els patinadors marcats amb un asterisc no participaren en la final, però foren guardonats igualment amb medalles.

## Resultats

### Quarts de final
| Pos.              | CON           | Nom                                                      | Temps   | Dif.  | Notes           |
| ----------------- | ------------- | -------------------------------------------------------- | ------- | ----- | --------------- |
| Quarts de final 1 |               |                                                          |         |       |                 |
| 1                 | Canadà        | Mathieu Giroux Lucas Makowsky Denny Morrison             | 3:42.38 |       | Semifinal 1, RO |
| 2                 | Itàlia        | Matteo Anesi Enrico Fabris Luca Stefani                  | 3:46.35 | +3.97 | Final C         |
| Quarts de final 2 |               |                                                          |         |       |                 |
| 1                 | Estats Units  | Chad Hedrick Jonathan Kuck Trevor Marsicano              | 3:44.25 |       | Semifinal 2     |
| 2                 | Japó          | Shigeyuki Dejima Hiroki Hirako Teruhiro Sugimori         | 3:48.15 | +3.90 | Final D         |
| Quarts de final 3 |               |                                                          |         |       |                 |
| 1                 | Noruega       | Håvard Bøkko Mikael Flygind Larsen Fredrik van der Horst | 3:43.66 |       | Semifinal 1     |
| 2                 | Corea del Sud | Ha Hong-Sun Lee Jong-Woo Lee Seung-Hoon                  | 3:43.69 | +0.03 | Final C         |
| Quarts de final 4 |               |                                                          |         |       |                 |
| 1                 | Països Baixos | Jan Blokhuijsen Sven Kramer Simon Kuipers                | 3:44.25 |       | Semifinal 2     |
| 2                 | Suècia        | Joel Eriksson Daniel Friberg Johan Röjler                | 3:46.40 | +2.15 | Final D         |

### Semifinals
| Pos.        | CON           | Nom                                                    | Temps   | Dif.  | Notes       |
| ----------- | ------------- | ------------------------------------------------------ | ------- | ----- | ----------- |
| Semifinal 1 |               |                                                        |         |       |             |
| 1           | Canadà        | Mathieu Giroux Lucas Makowsky Denny Morrison           | 3:42.22 |       | Final A, RO |
| 2           | Noruega       | Håvard Bøkko Henrik Christiansen Fredrik van der Horst | 3:43.44 | +1.22 | Final B     |
| Semifinal 2 |               |                                                        |         |       |             |
| 1           | Estats Units  | Brian Hansen Chad Hedrick Jonathan Kuck                | 3:42.71 |       | Final A     |
| 2           | Països Baixos | Jan Blokhuijsen Sven Kramer Mark Tuitert               | 3:43.11 | +0.40 | Final B     |

### Finals
| Pos.    | CON           | Nom                                                    | Temps   | Dif.  | Notes |
| ------- | ------------- | ------------------------------------------------------ | ------- | ----- | ----- |
| Final A |               |                                                        |         |       |       |
| 1       | Canadà        | Mathieu Giroux Lucas Makowsky Denny Morrison           | 3:41.37 |       |       |
| 2       | Estats Units  | Brian Hansen Chad Hedrick Jonathan Kuck                | 3:41.58 | +0.21 |       |
| Final B |               |                                                        |         |       |       |
| 3       | Països Baixos | Jan Blokhuijsen Sven Kramer Simon Kuipers              | 3:39.95 |       | RO    |
| 4       | Noruega       | Håvard Bøkko Henrik Christiansen Mikael Flygind Larsen | 3:40.50 | +0.55 |       |
| Final C |               |                                                        |         |       |       |
| 5       | Corea del Sud | Ha Hong-Sun Lee Jong-Woo Lee Seung-Hoon                | 3:48.60 |       |       |
| 6       | Itàlia        | Matteo Anesi Enrico Fabris Luca Stefani                | 3:54.39 | +5.79 |       |
| Final D |               |                                                        |         |       |       |
| 7       | Suècia        | Joel Eriksson Daniel Friberg Johan Röjler              | 3:46.18 |       |       |
| 8       | Japó          | Shigeyuki Dejima Hiroki Hirako Teruhiro Sugimori       | 3:49.11 | +2.93 |       |

RO: rècord olímipc